# Élections régionales de 1978 à Hambourg
Les élections régionales de 1978 à Hambourg (en allemand : Bürgerschaftswahl in Hamburg 1978) se tiennent le 4 avril 1978 afin d'élire les 120 députés de la 9e législature du Bürgerschaft pour un mandat de quatre ans.
Le scrutin est marqué par une nouvelle victoire du SPD, qui retrouve sa majorité absolue perdue quatre ans plus tôt. Hans-Ulrich Klose est ensuite reconduit comme premier bourgmestre.

## Contexte
Aux élections régionales du 3 mars 1974, le SPD du premier bourgmestre Peter Schulz voit sa domination sur Hambourg écornée. Avec 45 % des suffrages exprimés et 56 députés sur 120, il reste le premier parti de la ville mais perd la majorité absolue dont il bénéficiait depuis quatre législatures.
La CDU de Jürgen Echternach, dans l'opposition depuis la défaite de Kurt Sieveking en 1957, réduit sensiblement l'écart avec le SPD, rassemblant 40,6 % des voix et 51 parlementaires.
Cependant, Schulz parvient à se maintenir au pouvoir en constituant une « coalition sociale-libérale » avec le FDP, qui refuse donc de s'associer avec la CDU au sein d'une « coalition noire-jaune » afin de provoquer l'alternance.
Contesté au sein du Parti social-démocrate, le premier bourgmestre remet sa démission dès le mois de novembre. Le sénateur à l'Intérieur Hans-Ulrich Klose prend alors sa suite.

## Mode de scrutin
Le Bürgerschaft est constitué de 120 députés (en allemand : Mitglied des Bürgerschaft, MdB), élus pour une législature de quatre ans au suffrage universel direct et suivant le scrutin proportionnel de Hare.
Chaque électeur dispose d'une voix, qui lui permet de voter en faveur d'une liste de candidats présentée par un parti au niveau de la ville.
Lors du dépouillement, l'intégralité des 120 sièges est répartie en fonction des voix récoltées au niveau de la ville, à condition qu'un parti ait remporté 5 % des voix au niveau du Land.

## Campagne

### Principales forces
| Parti | Parti                                                                              | Chef de file                           | Résultat de 1974           |
| ----- | ---------------------------------------------------------------------------------- | -------------------------------------- | -------------------------- |
|       | Parti social-démocrate d'Allemagne Sozialdemokratische Partei Deutschlands         | Peter Schulz (Premier bourgmestre)     | 45,0 % des voix 56 députés |
|       | Union chrétienne-démocrate d'Allemagne Christlich Demokratische Union Deutschlands | Jürgen Echternach                      | 40,6 % des voix 51 députés |
|       | Parti libéral-démocrate Freie Demokratische Partei                                 | Dieter Biallas (Sénateur à la Science) | 10,9 % des voix 13 députés |

## Résultats

### Voix et sièges
| Parti                             | Parti                                                      | Voix      | Voix  | Sièges  | Sièges        | Sièges | Sièges | Sièges |
| Parti                             | Parti                                                      | Votes     | %     | Députés | +/-           |        |        |        |
| --------------------------------- | ---------------------------------------------------------- | --------- | ----- | ------- | ------------- | ------ | ------ | ------ |
|                                   | Parti social-démocrate d'Allemagne (SPD)                   | 493 340   | 51,48 | 69      | 13            |        |        |        |
|                                   | Union chrétienne-démocrate d'Allemagne (CDU)               | 360 409   | 37,61 | 51      | en stagnation |        |        |        |
|                                   | Parti libéral-démocrate (FDP)                              | 45 903    | 4,79  | 0       | 13            |        |        |        |
|                                   | Liste colorée – Protégez-vous (BuLi)                       | 33 279    | 3,47  | 0       | en stagnation |        |        |        |
|                                   | Liste verte Protection de l'environnement (GLU)            | 10 061    | 1,05  | 0       | en stagnation |        |        |        |
|                                   | Parti communiste allemand (DKP)                            | 9 373     | 0,98  | 0       | en stagnation |        |        |        |
|                                   | Parti national-démocrate d'Allemagne (NPD)                 | 3 231     | 0,34  | 0       | en stagnation |        |        |        |
|                                   | Parti communiste d'Allemagne/Marxistes-léninistes (KPD/ML) | 880       | 0,09  | 0       | en stagnation |        |        |        |
|                                   | Autres                                                     | 1 921     | 0,20  | 0       | en stagnation |        |        |        |
|                                   |                                                            |           |       |         |               |        |        |        |
| Votes valides                     | Votes valides                                              | 958 397   | 98,91 |         |               |        |        |        |
| Votes blancs et nuls              | Votes blancs et nuls                                       | 10 603    | 1,09  |         |               |        |        |        |
| Total                             | Total                                                      | 969 000   | 100   | 120     | en stagnation |        |        |        |
| Abstentions                       | Abstentions                                                | 295 661   | 23,38 |         |               |        |        |        |
| Nombre d'inscrits / participation | Nombre d'inscrits / participation                          | 1 264 661 | 76,62 |         |               |        |        |        |

### Analyse
Les deux listes écologistes, qui se présentent pour la première fois lors d'élections régionales à Hambourg, ne parviennent toutes deux pas à atteindre le seuil fixé à 5%, mais prennent des voix aux trois autres partis et plus particulièrement au Parti libéral-démocrate. La Liste colorée, qui est plus à gauche que la Liste verte Protection de l'environnement et qui a le soutien de plusieurs groupements marxistes, prend également des voix au Parti communiste allemand (DKP) qui perd plus de la moitié de ses électeurs par rapport à 1974. La Liste colorée a le soutien de 196 initiatives citoyennes qui font campagne de manière autonome et qui comptent ensemble environ 3000 membres actifs. Au niveau des classes d'âge, près de 40% des électeurs de 18 à 34 ans votent pour l'une des deux listes écologistes. L'électorat de ce listes vient presque exclusivement des classes moyennes et pas de la classe ouvrière.